# Katholische Studierende Jugend
Die Katholische Studierende Jugend (KSJ) ist eine freie Gruppierung innerhalb der katholischen Kirche.
Bis zum 30. Dezember 2011 war die KSJ eine Arbeitsgemeinschaft der beiden selbstständigen katholischen Jugendverbände „Heliand Mädchenkreis“ und „Schülergemeinschaft im Bund Neudeutschland“. Seit dem 30. Dezember 2011 ist die KSJ ein eigenständiger Jugendverband.

## Geschichte
Die Anfänge der KSJ bzw. der beiden Verbände Schülergemeinschaft im Bund Neudeutschland und Heliand Mädchenkreis liegen kurz nach dem Ersten Weltkrieg, im Jahr 1919. Damals wurde von Jesuiten ein Bund gegründet, der an Gymnasien organisiert war. Es sollte der damalige Zeitgeist der Jugend aufgegriffen werden, ein neues Deutschland zu gestalten. Die Hauptthemen waren „Natürlichkeit, Einfachheit, Wahrhaftigkeit, Selbstverantwortung, Gemeinschaft“. Deshalb trug dieser Bund den Namen, „Bund Neudeutschland“. In diesem Bund waren zuerst Mädchen und Jungen gemeinsam aktiv, bis dies die katholische Kirche verbot. Somit schieden die Mädchen aus und gründeten ihren eigenen Bund, den Heliand-Bund. Hieraus entwickelte sich der Heliand-Mädchenkreis.
Nach Unterdrückung und Verbot durch die Nationalsozialisten konstituierten sich Heliand und Bund Neudeutschland nach dem Zweiten Weltkrieg wieder und arbeiteten zusammen. Die Katholische Studierende Jugend wurde im Jahre 1971 aus den zwei selbständigen Jugendverbänden, Heliand-Mädchenkreis und Schülergemeinschaft im Bund Neudeutschland, als Arbeitsgemeinschaft gegründet. Auf der Bundeskonferenz der KSJ sowie der beiden Verbände wurde am 29. Dezember 2011 die Verschmelzung der beiden Verbände Heliand Mädchenkreis und Schülergemeinschaft im Bund Neudeutschland auf die zum Jugendverband erstarkte Katholische Studierende Jugend beschlossen. Somit ist seit dem 30. Dezember 2011 die KSJ ein eigenständiger Verband, der mit anderen Mitgliedsverbänden im Bund der Deutschen Katholischen Jugend (BDKJ) zusammen arbeitet. Sie gehört der europäischen sowie internationalen KSJ an, deren Anfangsphase sie durch Franz-Wilhelm Heimer, Theodor Hanf und Walter Molt verantwortlich mitgestaltete und von der ihre Entwicklung stark beeinflusst wurde. Ihre Mitglieder sind überwiegend Schüler an Gymnasien sowie Studierende, die sich vor Ort in Gruppen und in sogenannten „SchülerInnen-Cafés“ organisieren. Die KSJ ist Mitglied der Jeunesse Étudiante Chrétienne / International Young Catholic Students (IYCS) / International Movement of Catholic Students (IMCS).
Erwähnt werden sollte, dass sich inzwischen die aus den Schülerbünden hervorgegangenen Hochschulstudierende sich zum ND-Hochschulring (HSR) zusammengeschlossen hatten. Mitglieder der Bünde, die schon älter waren, gründeten zunächst getrennte Erwachsenenverbände, den Heliand Frauenkreis und den ND-Männerring, die sich 1980 zur Gemeinschaft katholischer Männer und Frauen (KMF) zusammenschlossen.

## Selbstverständnis und Profil
Die KSJ versteht sich als Teil der Kirche an der Schule mit dem Ziel der Selbstverwirklichung von Schülerinnen und Schülern. Durch ihre Arbeit möchte die KSJ diese befähigen, die individuellen und politischen Bedingungen in Gesellschaft und Kirche zu erkennen und zu christlich engagiertem, verantwortlichem Handeln ermutigen.
Die KSJ sieht sich als Jugendverband an der Nahtstelle von Schule, Kirche und Gesellschaft. Daher kann sie in ihre Arbeit den ganzen Alltag der Schüler miteinbeziehen.
Die Mitglieder der KSJ gestalten so ihre Freizeit und versuchen in Kirche und Gesellschaft hineinzuwirken: Spaß an der Gemeinschaft, Kreativität und die Auseinandersetzung mit dem Glauben gehören zu den Aktivitäten.
Ein besonderer Schwerpunkt ist dabei die Mitgestaltung des Lebens an der Schule. Hier wird unter anderem über das Medium „SchülerInnencafé“ versucht, die Nachmittage der Schüler mit einem freiwilligen Angebot und Hausaufgabenhilfe zu gestalten.
Im September 2020 gab die Katholische Studierende Jugend bekannt, sie schreibe „Gott*“ ab sofort mit einem Genderstern. Mit einer Kampagne wolle man sich für ein anderes Gottesbild starkmachen, „weg von dem strafenden, alten, weißen Mann mit Bart hin zu einer Gottes*vielfalt“.

## Grundlagen
Grundlage der Arbeit der Arbeitsgemeinschaft ist die sogenannte Plattform, das Grundsatzprogramm des Verbandes. In ihr werden Aussagen über das Verbandsleben und die Identität der Mitglieder gemacht und die Einordnung der KSJ in die Lebenswelt der Mitglieder versucht.

„Herrschaft Gottes ist alternativ zu jeder denkbaren menschlichen Herrschaft; jede Herrschaft über Menschen ist damit grundsätzlich in Frage gestellt.“

„Als Christinnen und Christen leben wir in dem Bewusstsein, dass jeder Mensch von Gott erwünscht und einmalig ist.“

„Autonomie, Freiheit und Entfaltung der Einzelnen in seinen Neigungen und Fähigkeiten einerseits und Solidarität, Einsatz für Gerechtigkeit, Frieden und Bewahrung der Schöpfung andererseits müsse im Mittelpunkt der Bildung stehen.“

„In der KSJ finden Jugendliche den Raum, in dem sie ohne Identitätszuweisungen oder sonstige Zwänge ihre Identität suchen und finden können.“

„Als Teil der Kirche haben sowohl Mädchen und Frauen als auch Jungen und Männer Anspruch auf Räume, in denen sie ihre Spiritualität entwickeln und ausdrücken können.“

„Wir fordern die Hälfte der Macht den Mädchen und Frauen, die Hälfte der Arbeit den Jungen und Männern.“

„Die KSJ ist ein Ort in der Kirche, wo junge Menschen eingeladen sind zum Dialog, der zum Glauben führen kann. Unsere Verbundenheit mit der Kirche schließt Kritik an ihr mit ein.“

„Ehrenamtliche Aufgaben stellen ein Lern- und Experimentierfeld dar, in dem selbstbestimmtes Engagement und soziale Verantwortung erlernt werden.“

## Struktur

### Stadtgruppenebene
Da die KSJ ein Schülerverband ist, sind die KSJ-Stadtgruppen meist an Schulen oder in deren näheren Umfeld angesiedelt. Die Angebote der Stadtgruppen reichen von Hausaufgabenbetreuung über Schülermentorenprogramme, Gruppenstunden und Freizeitangebote bis hin zu Ferienfreizeiten. Einige Stadtgruppen sind Schülercafes, in denen es mehr offene Angebote gibt. Die größten Stadtgruppen sind in Berlin, Hamburg und Bonn (Klemens Hofbauer Gruppe) zu finden.

### Diözesanebene
Auf Diözesanebene sind die Stadtgruppen eines Bistums zusammengeschlossen, sie wählen sich eine eigene Diözesanleitung und es gibt Konferenzen und Räte. Viele Diözesen haben auch eigene Büros, die Verwaltungsaufgaben wahrnehmen, um die ehrenamtliche Leitung zu unterstützen. Zurzeit (Stand 2023) ist die KSJ in folgenden Diözesen vertreten: Aachen, Augsburg, Berlin, Eichstätt, Freiburg, Fulda, Hamburg, Hildesheim, Köln, Magdeburg, Mainz, Paderborn, Passau, Regensburg, Rottenburg-Stuttgart, Speyer, Trier, Würzburg.

### Bundesebene
Auf der KSJ-Bundesebene gibt es die obersten beschlussfassenden Gremien der KSJ. Hierzu zählt die Bundeskonferenz, auf der zum Beispiel die Bundesleitung, mit Dienstsitz im Bundesamt in Köln, gewählt wird, sowie alle anderen wichtigen strukturellen und inhaltlichen Entscheidungen, den Bundesverband betreffend, getroffen werden. Darüber hinaus gibt es einen Frühjahrs- und Herbstrat, die Konferenzen sind kleiner, um auch über das Jahr verteilt Entscheidungen treffen zu können. Außerdem gibt es Projektarbeitskreise, die sich zum Beispiel mit den Themen Bildung und Gender beschäftigen. Zudem gibt es Großveranstaltungen, die in unregelmäßigen Abständen zu verschiedenen Themen stattfinden.
In NRW und vor allem in Bayern gibt es noch die Besonderheit der Landesarbeitsgemeinschaften. In Bayern arbeitet diese mit der J-GCL zusammen und vernetzt alle bayerischen Diözesen miteinander.

## Internationale Vernetzung
Die deutsche KSJ ist Mitglied der Internationalen KSJ mit Sitz in Paris.

## Ehemalige Mitglieder
- Carl Kau, Abgeordneter der Bremischen Bürgerschaft (CDU)
- Günter Bannas, Journalist (Frankfurter Allgemeine Zeitung)
- Klaus Prömpers, Journalist (ZDF)
- Manuel Andrack, Redakteur, Moderator und Autor
- Thomas Urban, Journalist (Süddeutsche Zeitung)
- Stefan Vesper, Generalsekretär des Zentralkomitees der deutschen Katholiken

## Wissenswertes
Das von der KSJ Amberg (Bistum Regensburg) herausgegebene Liederbuch Dacapo ist auch außerhalb des Verbandes selbst bei Hobbysängern und insbesondere bei (akkordbegleitenden) Gitarristen sehr verbreitet.
Darüber hinaus wird von der KSJ Amberg seit 1950 die Zeitschrift Silberner Pfeil ("Sipf") herausgegeben. Der Förderverein der Amberger Stadtgruppe betreibt darüber hinaus das Jugendlandheim Grimmerthal in Schmidgaden und ein Freizeitheim in Pfelders im Passeiertal in Südtirol.